# Flanders Technology International
Flanders Technology International (F.T.I.) was in de jaren tachtig en negentig een tweejaarlijkse technologiebeurs in Gent, opgezet door de Vlaamse Executieve (later Vlaamse Regering). Het was ook de naam van de vzw die de beurs vanaf 1988 organiseerde. Die vzw organiseert vandaag, op vraag van de Vlaamse overheid, een groot deel van de wetenschapspopularisatie in Vlaanderen, met het doecentrum Technopolis als meest zichtbare component.

## Ontstaan
De beurs kwam er onder impuls van  Gaston Geens, de eerste Voorzitter van de Vlaamse Executieve na de eerste regionaliseringsgolf (nu minister-president genoemd). Zij moest dienen om bevolking en bedrijfsleiders bewust te maken van de uitdagingen van de derde industriële revolutie.
De beurs kaderde binnen de DIRV-actie (Derde Industriële Revolutie in Vlaanderen), waarvan het masterplan was uitgetekend door Kris Rogiers in het VEV (nu VOKA). Er werden eerst technologie-dagen georganiseerd rond neo-keramiek (Boom), vervolgens micro-electronica (Leuven - 22 september 1982, op de dag dat Philips in Leuven haar CD-speler in wereldpremiere bracht) en biotechnologie (Kortrijk) om professionele bewustwording te creëren en Vlaamse industrie en academische wereld samen te brengen. Kris Rogiers bedacht en werkte dit uit samen met Joost Cardoen die dit vanuit INNOVI realiseerde, een Vlaams technologiebedrijf gesteund door de Vlaamse universiteiten, de GIMV en enkele Vlaamse bedrijven gegroeid uit Leuven Research & Development, de technologie    promotor van de KULeuven.  Deze technologiedagen resulteerden uiteindelijk in de technologiebeurs met de bedoeling een synthese te brengen en bewustwording bij het grote publiek. Naast de inrichting van de beurs hield dit actieprogramma de oprichting in van het onderzoekscentra en technologiegroepen voor micro-elektronica (IMEC), biotechnologie, burotica, telematica, luchtvaart en ruimtevaart, alle met het potentieel om de samenleving onherkenbaar te veranderen en Vlaanderen in deze domeinen terug op de kaart te zetten.
De eerste beurs, Flanders Technology genoemd, werd gehouden in 1983. Vanaf de volgende editie in 1985 kwam er ook International bij in de titel. In 1987 verhuisde de beurs naar Flanders Expo in Sint-Denijs-Westrem.

## Heropleving
Op 4 oktober 2022 kondigde de Vlaamse Regering aan dat FTI een tweede leven zou krijgen. Onder de naam Flanders Technology & Innovation wil de Vlaamse Overheid een "nieuw en wervend" initiatief lanceren om innovatie in de regio te promoten en te stimuleren. 

## FTI vandaag
De laatste beurs werd gehouden in 1999.
De vzw F.T.I. staat vandaag onder andere in voor het doecentrum Technopolis, de organisatie van de Dag van de wetenschap.